# Ismael Lazaar
Ismael Lazaar (Tilburg, 12 november 1990) is een Nederlands-Marokkaans kickbokser. In 2014 won hij de Enfusion Heavyweight World Title. Lazaar vocht in 2017 tegen Rico Verhoeven voor de GLORY Heavyweight World Title.